# パブロ・プリジオーニ
パブロ・プリジオーニ（Pablo Prigioni、1977年5月17日 - ）は、アルゼンチン・コルドバ州リオテルセロ出身の元バスケットボール選手。NBAのニューヨーク・ニックスなどで活躍した。ポジションはポイントガード。現在はミネソタ・ティンバーウルブズのアシスタントコーチを務めている。

## 来歴
国内リーグで2シーズンプレーし、1998-99MIP賞を受賞。
1999年にスペインへ渡り、リーガACBのバロンセスト・フエンラブラダに入団。
2002年、LEBのルセントゥム・アリカンテへ移籍。リーガACB昇格の原動力となる。2002-03スティール王を受賞。
2003年より強豪サスキ・バスコニア（タウ・セラミカ）に所属。2004-05シーズンにはオールディフェンシブチームに選ばれる。
2006年にはコパ・デル・レイ優勝に貢献しMVPを獲得する。
2009年、レアル・マドリード・バロンセストへと移籍。
2011年、サスキ・バスコニアに復帰。
2012年7月11日、NBAのニューヨーク・ニックスと契約し、35歳にしてNBAデビュー。2015年2月19日、ヒューストン・ロケッツに移籍。更に7月19日にデンバー・ナゲッツに放出され、翌日解雇。7月21日にロサンゼルス・クリッパーズと契約した。
2016年7月13日、ヒューストン・ロケッツと2年契約を結んだ が、シーズン開幕直前の10月24日に解雇。12月4日にリーガACBのサスキ・バスコニアと契約した が、2017年1月9日、自身のtwitterで選手生活からの引退を表明した。

### コーチ歴
2018年4月24日、ブルックリン・ネッツのアシスタントコーチに就任した。
2022年9月1日、バスケットボールアルゼンチン代表のヘッドコーチに就任することが発表された。

## アルゼンチン代表
アルゼンチン代表として2003年のパンアメリカン競技大会とアメリカ選手権に出場し、アメリカ選手権では銀メダル獲得とともにアシスト王も受賞。
2006年世界選手権にも出場した。
2008年北京オリンピックで銅メダルを獲得した。